# Fidena albitaeniata
Fidena albitaeniata är en tvåvingeart som först beskrevs av Lutz 1911.  Fidena albitaeniata ingår i släktet Fidena och familjen bromsar. Inga underarter finns listade i Catalogue of Life.